# NK Karlovac
NK Karlovac este un club de fotbal din Karlovac, Croația.Echipa susține meciurile de acasă pe Stadion Branko Čavlović-Čavlek cu o capacitate de 12.000 de locuri.